# Bolney
Bolney är en civil parish i Storbritannien.   Den ligger i grevskapet West Sussex och riksdelen England, i den södra delen av landet, 60 km söder om huvudstaden London.